# Oliarus buruana
Oliarus buruana är en insektsart som beskrevs av Schmidt 1926. Oliarus buruana ingår i släktet Oliarus och familjen kilstritar. Inga underarter finns listade i Catalogue of Life.